# یوم تاکیکاوا
یوم تاکیکاوا (انگلیسی: Yume Takikawa؛ زادهٔ ۳۱ اوت ۱۹۹۹) بازیکن فوتبال اهل ژاپن است.